# Werapamil
Werapamil – wielofunkcyjny organiczny związek chemiczny mający zdolność blokowania kanałów wapniowych w komórkach układu bodźcotwórczo-przewodzącego serca i mięśni gładkich (tzw. antagonista wapnia). Zablokowanie kanałów wapniowych w układzie bodźcotwórczo-przewodzącym serca powoduje działanie antyarytmiczne.

## Wskazania
- choroba niedokrwienna serca
  - postać stabilna
  - postać niestabilna, gdy przeciwwskazany jest β-bloker
  - angina Prinzmetala
- nadkomorowe zaburzenia rytmu serca:
  - napadowy częstoskurcz nadkomorowy
  - zwalnianie rytmu u chorych z migotaniem i trzepotaniem przedsionków (z wyjątkiem osób, u których istnieje dodatkowa droga przewodzenia)
  - u chorych z nadciśnieniem tętniczym
  - u chorych z dysfunkcją lewej komory
- kardiomiopatia przerostowa
- nadciśnienie tętnicze
- nadciśnienie płucne
- klasterowy ból głowy[2]
- w ciąży w zagrażającym porodzie przedwczesnym

Werapamil jest także stosowany jako inhibitor pomp białkowych wyrzucających leki, takich jak P-glikoproteina. Ta właściwość leku jest użyteczna, gdyż wiele linii nowotworowych wykazuje nadekspresję pomp wyrzucających leki, co ogranicza działanie leków cytotoksycznych lub znaczników fluorescencyjnych. Powoduje również zmniejszenie oporności robaków obłych na benzimidazole.

### Potencjalne zastosowanie w leczeniu cukrzycy
W roku 2014 Comprehensive Diabetes Center na University of Alabama poinformowało o wynikach badań werapamilu jako leku przeciw cukrzycy typu 1. Stwierdzono, że związek ten obniża poziom białka TXNIP (thioredoxin-interacting protein ) u diabetycznych myszy, co przywraca funkcjonalność komórek β, a w efekcie cofa u nich objawy cukrzycy. Na rok 2015 zaplanowano pierwsze badania kliniczne na ludziach zatytułowane The repurposing of Verapamil as a beta cell survival therapy in type 1 diabetes

## Przeciwwskazania
- niedociśnienie tętnicze lub wstrząs kardiogenny
- bradykardia
- blok przedsionkowo-komorowy II stopnia i III stopnia
- ciężka niewydolność krążenia
- migotanie przedsionków w przebiegu zespołu WPW z dodatkową drogą przewodzenia (zespół LGL)
- częstoskurcz komorowy

## Działania niepożądane
- niedociśnienie tętnicze
- blok przedsionkowo-komorowy każdego stopnia
- niewydolność krążenia aż do obrzęku płuc
- częstoskurcz komorowy u osób z zespołem LGL
- bóle brzucha, mdłości
- zaparcie
- uszkodzenie wątroby

## Dawkowanie
Według wskazań lekarza. Może być podawany doustnie (zakres dawek do 480 mg) i dożylnie (zakres dawek do 10 mg).

## Dostępne preparaty
- Isoptin
- Lekoptin
- Staveran